# Naucleopsis herrerensis
Naucleopsis herrerensis är en mullbärsväxtart som beskrevs av C.C. Berg. Naucleopsis herrerensis ingår i släktet Naucleopsis och familjen mullbärsväxter. Inga underarter finns listade i Catalogue of Life.